# 邢慕寰
邢慕寰（1915年8月1日—1999年10月30日），男，湖北黄梅人，中国經濟學家，中央研究院院士。

## 生平
1938年考入国立中央大学經濟系，與徐之河、陈观烈、佟哲晖等人同學，1942年畢業。後到台，創建中央研究院經濟研究所，兼首任所長；曾創辦台灣大學經濟學博士班；曾任香港中文大學經濟系主任、研究院院長。1999年10月30日逝世。
對臺灣、香港經濟界和學術界貢獻至巨。在臺灣大學培養了劉克智、王業鍵、胡勝正、陳昭南、李庸三等人。在香港中文大學經濟系期間，羅致和培養許多棟樑之才，如林聰標、李蘭甫、廖柏偉、王于漸、宋恩榮、何炘基、何濼生等。也是第一位在國際七大頂尖雜誌發表學術論文的中國本土經濟學家。